# Kirstie Alley
Kirstie Louise Alley (Wichita, Kansas, 12 de enero de 1951-Tampa, Florida, 5 de diciembre de 2022) fue una actriz, productora y guionista estadounidense. Su trayectoria comenzó en el cine durante los años ochenta, y desde entonces apareció en películas y series televisivas donde interpretó roles cómicos y dramáticos.
Fue conocida por interpretar el papel de Rebecca Howe en la comedia de situación Cheers, la cual obtuvo críticas positivas de diversas fuentes y fue seguida por millones de telespectadores de todo el mundo. Asimismo, ha aparecido en más de veinte filmes, entre los cuales se incluyen éxitos de taquilla como Star Trek II: la ira de Khan, Mira quién habla y Mira quién habla también. Por sus interpretaciones, ha sido acreedora de numerosos premios, entre ellos dos premios Emmy y un Globo de Oro.

## Biografía
Hija de Lillian Mickie (nacida Heaton), un ama de casa, y de Robert Deal Alley, propietario de una empresa maderera. Tenía dos hermanos: Colette y Craig. En 1981 falleció su madre en un accidente de tráfico causado por un conductor ebrio, resultando su padre gravemente herido.
Estudió en el Wichita Southeast High School, donde fue animadora. En 1974 entró en la Universidad Estatal de Kansas, pero la abandonó al año siguiente para probar suerte con el arte dramático.
Se pasó cinco años estudiando y haciendo trabajos de diseño interior antes de emigrar a Hollywood. Sus primeras apariciones en televisión fueron como concursante en los programas Match Game (1979), en el cual ganó 5000 dólares, y el concurso Password Plus (1980).

## Carrera

### Primeros trabajos
Alley debutó como actriz en 1982 en la película Star Trek II: la ira de Khan, donde interpretó a la oficial Saavik. El filme, al igual que el desempeño de la intérprete, recibió reseñas positivas de diversas fuentes. Fue nominada al premio Saturn por "Mejor actriz de reparto". A esta presentación le siguieron One More Chance, Champions, Cita a ciegas y Runaway; esta última la hizo acreedora de una nueva candidatura al premio Saturn por "Mejor actriz de reparto".
A mediados de los 80 hizo de Virgilia Hazard en la serie Norte y Sur, la cual tuvo una gran acogida por parte de la crítica.

### La comediaCheers
Tras actuar en el medio televisivo con Lee Horsley, fue contratada en 1987 para protagonizar uno de sus programas más destacados: Cheers, considerada una de las comedias de mayor éxito en la historia de la televisión estadounidense, el cual coprotagonizó con Ted Danson, Rhea Perlman, John Ratzenberger, George Wendt, Kelsey Grammer, Woody Harrelson y Bebe Neuwirth, hasta 1993. La serie gira en torno a un grupo de clientes de un bar llamado Cheers que se reúnen a beber y divertirse. En ella, Alley interpretó a Rebecca Howe, una camarera desesperada y neurótica. Por su interpretación, obtuvo un premio Emmy con el rubro de "Mejor actriz - Serie de comedia" y un Globo de Oro por "Mejor actriz de serie de televisión - Comedia o musical".

### Después deCheers
Tras el final de Cheers en 1993, protagonizó el telefilme David's Mother. Por su trabajo en esta producción ganó un premio Emmy por "Mejor actriz - Miniserie o telefilme"; también fue nominada para un Globo de Oro por Mejor actriz de miniserie o telefilme.
Actuó en varios papeles secundarios en televisión y cine. Su primer papel relativamente importante fue en una de las películas de la saga Star Trek, La ira de Khan, como la oficial Saavik. Aunque el papel que le dio la fama en los Estados Unidos fue interpretando a la neurótica Rebecca en la serie de televisión Cheers, a nivel internacional saltó a la fama con la película Mira quién habla (1990).

## Vida personal
Alley estuvo casada de 1970 a 1977 con su novio de la secundaria, Bob Alley, quien casualmente tenía el mismo nombre que su padre. Alley se casó con el actor Parker Stevenson el 22 de diciembre de 1983. Después de un aborto espontáneo, la pareja adoptó a su hijo William “True” una semana después de su nacimiento el 5 de octubre de 1992, y en 1995 adoptó a su hija Lillie. El matrimonio terminó en 1997. En 2016, Alley se convirtió en abuela después de que su hijo William tuviera un hijo propio.
Desde hacía veintidós años, hasta su muerte, fue residente de Clearweater, Florida, donde curiosamente también vivía su coprotagonista de Mira quién habla, John Travolta. De 1991 a 2020 también vivía en Islesboro, Maine junto a su exesposo. Luego, compró otra casa en Islesboro.

### Muerte
La actriz falleció rodeada de su familia en la madrugada del lunes 5 de diciembre de 2022, a los 71 años, después de padecer un cáncer de colon que se le había diagnosticado recientemente, según publicó la familia de la intérprete en un comunicado en su cuenta de Twitter. Se encontraba bajo tratamiento en el centro de investigación Moffitt en Tampa, Florida.

## Filmografía

### Cine
| Año  | Título                       | Papel                |
| ---- | ---------------------------- | -------------------- |
| 1982 | Star Trek II: La ira de Khan | Lugarteniente Saavik |
| 1983 | One More Chance              | Sheila               |
| 1984 | Champions                    | Barbara              |
| 1984 | Blind Date                   | Claire Simpson       |
| 1984 | Runaway                      | Jackie Rogers        |
| 1987 | Summer School                | Ms. Robin Bishop     |
| 1988 | Shoot to Kill                | Sarah Renell         |
| 1989 | Mira quién habla             | Mollie Jensen        |
| 1989 | Loverboy                     | Dra. Joyce Palmer    |
| 1990 | Madhouse                     | Jessie Bannister     |
| 1990 | Mira quién habla también     | Mollie Ubriacco      |
| 1990 | Sibling Rivalry              | Marjorie Turner      |
| 1993 | Mira quién habla ahora       | Mollie Ubriacco      |
| 1994 | 3 Chains o' Gold             | Vanessa Bartholomew  |
| 1995 | El pueblo de los malditos    | Dra. Susan Verner    |
| 1995 | It Takes Two                 | Diane Barrows        |
| 1997 | Nevada                       | McGill               |
| 1997 | Deconstructing Harry         | Joan                 |
| 1997 | For Richer or Poorer         | Caroline Sexton      |
| 1999 | Muérete, bonita              | Gladys Leeman        |
| 2002 | Back by Midnight             | Gloria Beaumont      |
| 2010 | Nailed                       | Tía Rita             |
| 2015 | Un accidente llamado amor    | Tía Rita             |

### Televisión
| Año       | Título                   | Papel                        | Notas                                                                       |
| --------- | ------------------------ | ---------------------------- | --------------------------------------------------------------------------- |
| 1979      | Match Game               | Ella misma (concursante)     |                                                                             |
| 1983      | Masquerade               | Casey Collins                | 2 episodios                                                                 |
| 1984      | Sins of the Past         | Patrice Cantwell             |                                                                             |
| 1985      | A Bunny's Tale           | Gloria Steinem               |                                                                             |
| 1985      | The Hitchhiker           | Angélica                     | Episodio "Out of the Night"                                                 |
| 1985      | North and South          | Virgilia Hazard              | Miniserie                                                                   |
| 1986      | North and South          | Virgilia Hazard              | Miniserie                                                                   |
| 1986      | Stark: Mirror Image      | Maggie Carter                |                                                                             |
| 1986      | El Principe de Bel Air   | Jamie Harrison               |                                                                             |
| 1987      | The Hitchhiker           | Jane L.                      | Episodio "The Legendary Billy B."                                           |
| 1987      | Infidelity               | Eliot 'Ellie' Denato         |                                                                             |
| 1987-1993 | Cheers                   | Rebecca Howe                 |                                                                             |
| 1994      | Un cariño muy especial   | Sally Goodson                |                                                                             |
| 1996      | Peter And The Wolf       | Annie / pájaro / pato / gato |                                                                             |
| 1996      | Radiant City             | Gloria Goodman               |                                                                             |
| 1997      | The Last Don             | Rose Marie Clericuzio        | Miniserie                                                                   |
| 1997      | Toothless                | Dr. Katherine Lewis          | Película para televisión                                                    |
| 1997-2000 | El secreto de Verónica   | Veronica Chase               | También productora                                                          |
| 1998      | The Last Don II          | Rose Marie Clericuzio        | Miniserie                                                                   |
| 2001      | Blonde                   | Elsie                        | Miniserie                                                                   |
| 2002      | Salem Witch Trials       | Ann Putnam                   | Miniserie                                                                   |
| 2003      | Profoundly Normal        | Donna Lee Shelby Thornton    | También productora                                                          |
| 2004      | Family Sins              | Brenda Geck                  |                                                                             |
| 2004      | While I Was Gone         | Jo Beckett                   |                                                                             |
| 2004      | Without A Trace          | Noreen Raab                  | Episodio "Risen"                                                            |
| 2005      | Fat Actress              | Ella misma                   | (También productora adjunta y coescritora con Brenda Hampton) (7 episodios) |
| 2005      | Yours, Mine & Ours       | Ella misma                   | (También creadora adjunta y coescritora con Raja Gosnel)                    |
| 2006      | The King Of Queens       | Ella misma                   | Episodio "Apartment Complex"                                                |
| 2007      | Write & Wrong            | Byrdie Langdon               |                                                                             |
| 2007      | The Minister Of Divine   | Sydney Hudson                |                                                                             |
| 2010      | The Marriage Ref         | Ella misma (jueza invitada)  |                                                                             |
| 2010      | Kirstie Alley's Big Life | Ella misma (documentadora)   | Reality de TV                                                               |
| 2011-2012 | Dancing With The Stars   | Ella misma (concursante)     | Duodécima temporada y decimoquinta temporada: All-Stars Reality Television  |
| 2016      | Scream Queens            | Ingrid Marie Hoffel          | Segunda temporada, personaje principal, 7 capítulos                         |
| 2022      | The Masked Singer        | Baby Mammoth                 | Séptima temporada, Reality de TV                                            |

## Premios y nominaciones
Globos de Oro
| Año  | Categoría                                  | Serie/película         | Resultado |
| ---- | ------------------------------------------ | ---------------------- | --------- |
| 1990 | Mejor actriz de serie TV-comedia o musical | Cheers                 | Nominada  |
| 1991 | Mejor actriz de serie TV-comedia o musical | Cheers                 | Ganadora  |
| 1992 | Mejor actriz de serie TV-comedia o musical | Cheers                 | Nominada  |
| 1993 | Mejor actriz de serie TV-comedia o musical | Cheers                 | Nominada  |
| 1994 | Mejor actriz de miniserie o telefilme      | Un cariño muy especial | Nominada  |
| 1998 | Mejor actriz de serie TV-comedia o musical | El secreto de Verónica | Nominada  |

Premios del Sindicato de Actores
| Año  | Categoría                          | Serie                  | Resultado |
| ---- | ---------------------------------- | ---------------------- | --------- |
| 1998 | Mejor actriz de televisión-comedia | El secreto de Verónica | Nominada  |

Premios Emmy
| Año  | Categoría                                     | Serie/película         | Resultado |
| ---- | --------------------------------------------- | ---------------------- | --------- |
| 1988 | Mejor actriz-serie comedia                    | Cheers                 | Nominada  |
| 1990 | Mejor actriz-serie comedia                    | Cheers                 | Nominada  |
| 1991 | Mejor actriz-serie comedia                    | Cheers                 | Ganadora  |
| 1992 | Mejor actriz-serie comedia                    | Cheers                 | Nominada  |
| 1993 | Mejor actriz-serie comedia                    | Cheers                 | Nominada  |
| 1994 | Mejor actriz-miniserie o telefilme            | David's Mother         | Ganadora  |
| 1997 | Mejor actriz de reparto-miniserie o telefilme | The Last Don           | Nominada  |
| 1997 | Mejor actriz-serie comedia                    | El secreto de Verónica | Nominada  |

Premios Saturn
| Año  | Categoría               | Película                        | Resultado |
| ---- | ----------------------- | ------------------------------- | --------- |
| 1982 | Mejor actriz de reparto | Star Trek II: The Wrath of Khan | Nominada  |
| 1984 | Mejor actriz de reparto | Runaway                         | Nominada  |

- 1991: Mejor actriz de serie de televisión - Comedia o musical, por Cheers
- 1991: Mejor actriz - Serie de comedia, por Cheers
- 1994: Mejor actriz - Miniserie o telefilme, por David's Mother